# Hamburg-Steilshoop

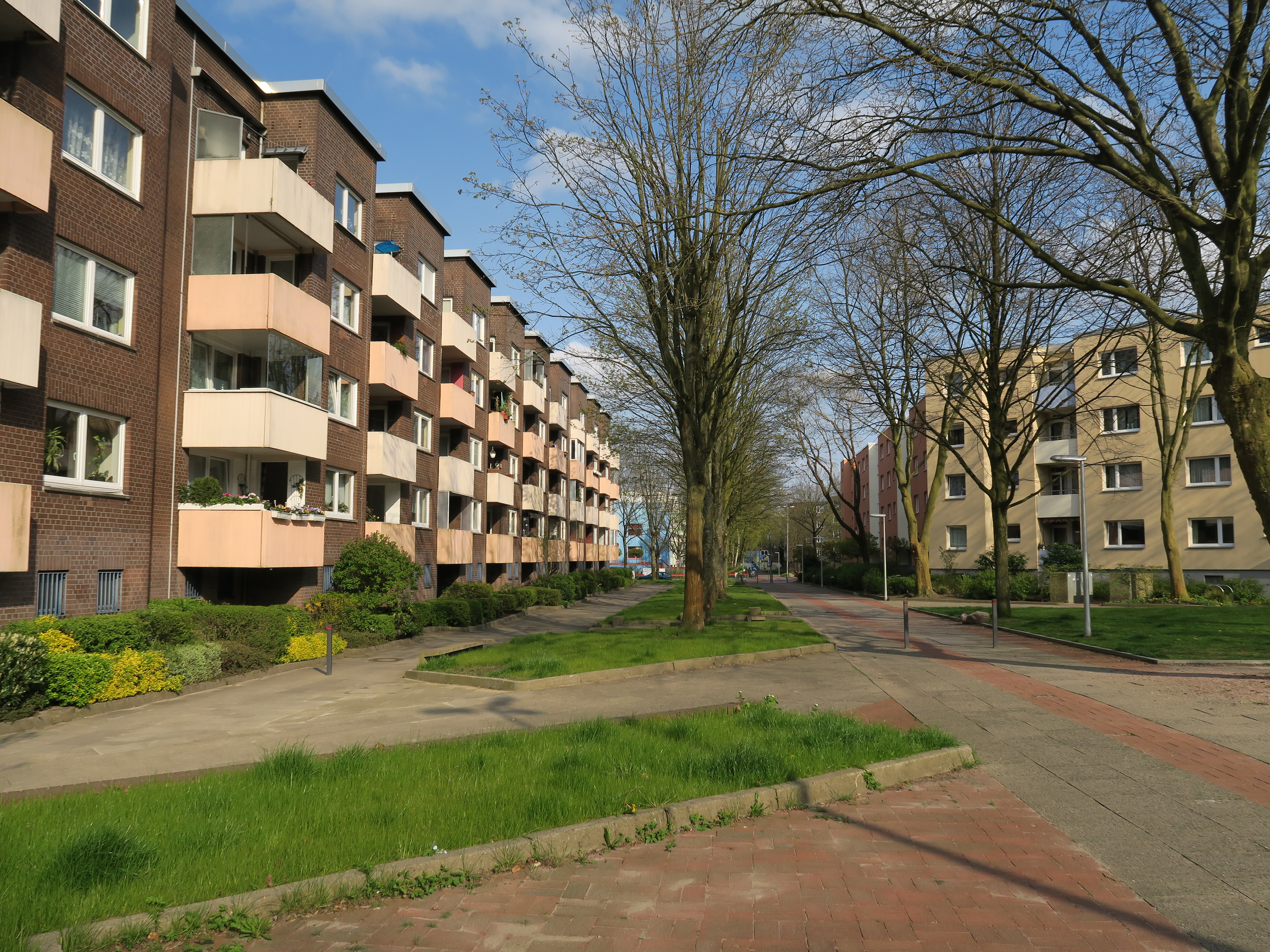
Wohnhäuser im Edwin-Scharff-Ring

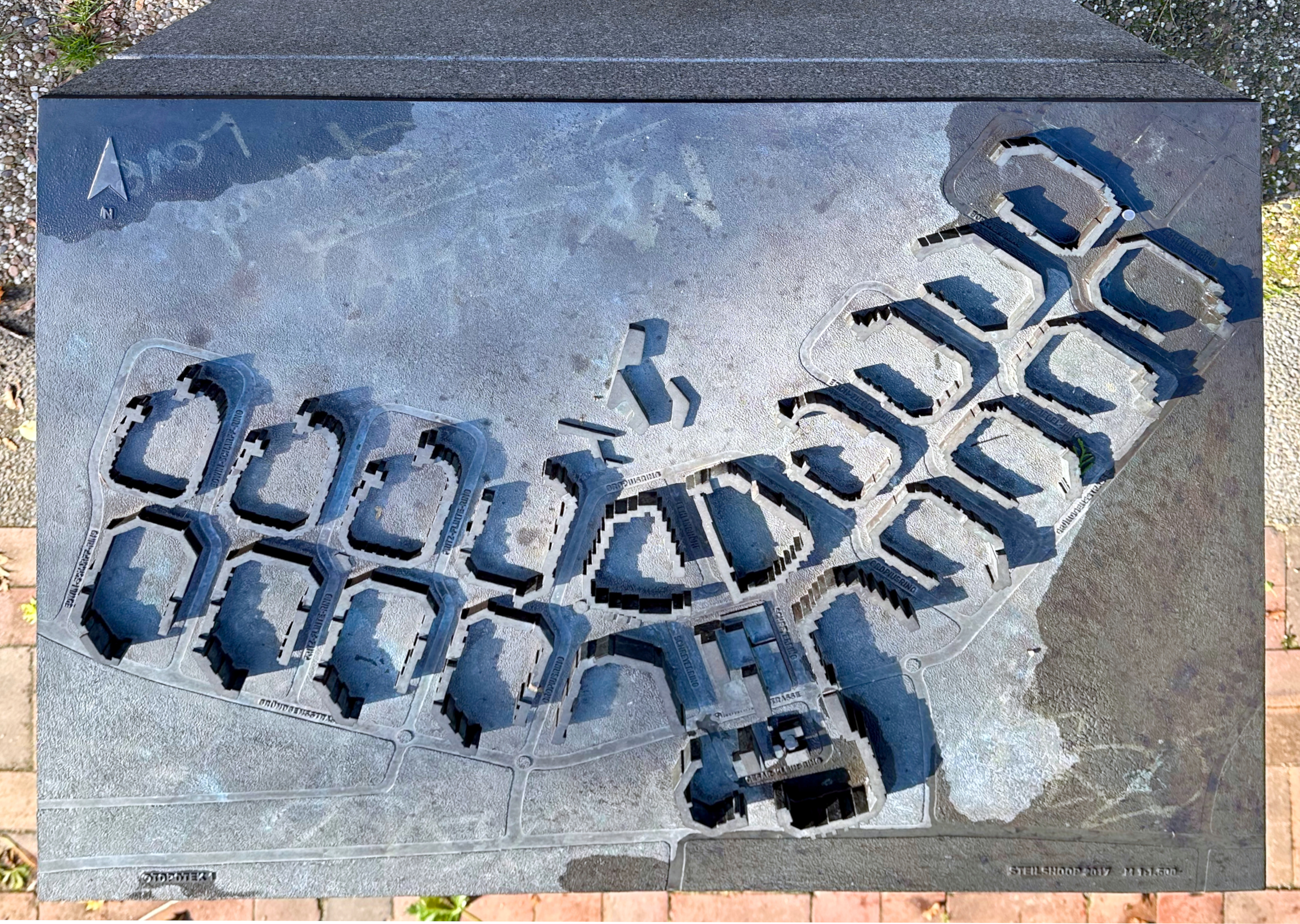
Modell der Großwohnsiedlung im nördlichen Teil Steilshoops am Borchertring.

Steilshoop ist ein Stadtteil im Nordosten Hamburgs im Bezirk Wandsbek.

## Geografische Lage
Den Abschluss nach Norden bildet der Ohlsdorfer Friedhof, der größte Parkfriedhof der Welt. Südöstlich an diesen grenzt der aufgestaute Bramfelder See an, der die Seebek (auch bekannt als Grenzbach) speist, die nach Süden Richtung Barmbek-Nord in die Osterbek und weiter in die Alster fließt und die östliche Grenze zu Bramfeld darstellt. Im Süden und Westen grenzt Barmbek-Nord an Steilshoop und bildet damit zugleich die Grenze zum Bezirk Hamburg-Nord.
Mit Errichtung der Großwohnsiedlung wurde auch der Straßenverlauf der Steilshooper Straße zurückgenommen und ein viel befahrener Straßendurchstich – Steilshooper Allee, Nordheimstraße und Hebebrandstraße (ehemals Brambergstraße) – die Fuhlsbüttler Straße querend zur etwa zeitgleich fertiggestellten City Nord neu geschaffen. Die östliche Verlängerung Richtung Farmsen wurde erst später realisiert.

## Geschichte
Steilshop, wie es anfänglich geschrieben wurde, wurde erstmals 1350 urkundlich erwähnt. Seitdem hatte der Ort verschiedene Besitzer. Bis Steilshop 1773 in das Herzogtum Holstein eingegliedert wurde, war es dem stormarnischen Amt Trittau zugeordnet. Zwischen 1865 und 1866 unterstand Steilshop (als Teil des Herzogtums Holstein) der Verwaltungsmacht der Habsburgermonarchie. Im Zuge der Schlacht bei Königgrätz fiel Holstein inklusive Steilshoop an Preußen.
Mit dem Groß-Hamburg-Gesetz kam es 1937 – nun als Steilshoop – zu Hamburg, wo es nach dem Zweiten Weltkrieg dem Bezirk Wandsbek zugeordnet wurde.

## Wohnen
Steilshoop ist überwiegend von Mehrfamilienhäusern und im nördlichen Teil von Plattenbauten geprägt. Neben dem existierenden Wohnungsraum im südlichen Alt-Steilshoop entstanden ab 1969 Großwohnsiedlungen für 22.000 Menschen im Bereich ehemaliger Kleingartenvereine. Die Großsiedlung wurde in Form eines ca. 1,5 km breiten, ca. 500 m flachen Vs geplant, gebildet aus zweimal acht Hausringen verschiedener Träger und unterschiedlicher Formen entlang der beiden mittleren Verbindungsachsen und drei zentralen (plus zwei Halb-) Ringen, die zum Teil das Einkaufszentrum beherbergen. Ein Wohnblock überspannt an dieser Stelle die Gründgensstraße.

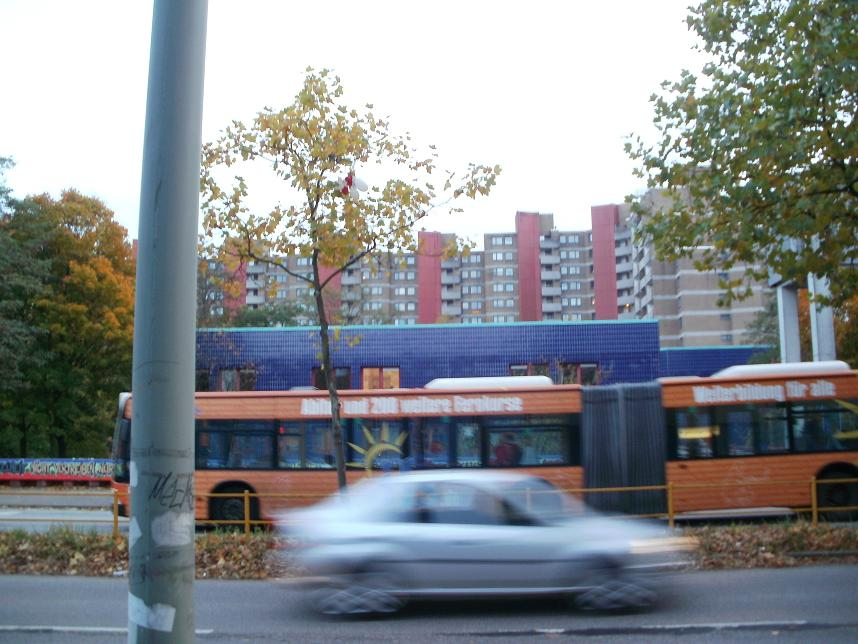
Blick auf die Wohnsiedlung Steilshoop
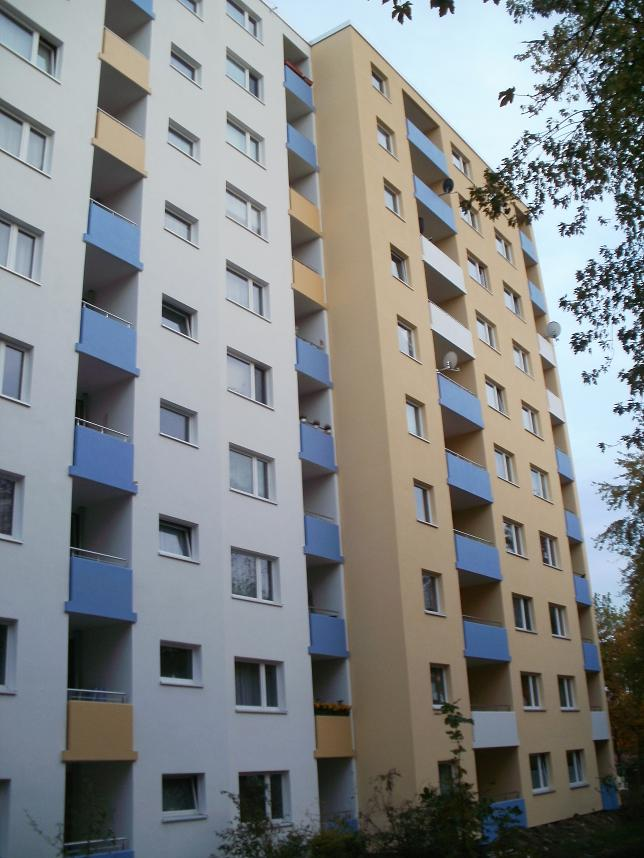
Farbige Hochhäuser in Steilshoop
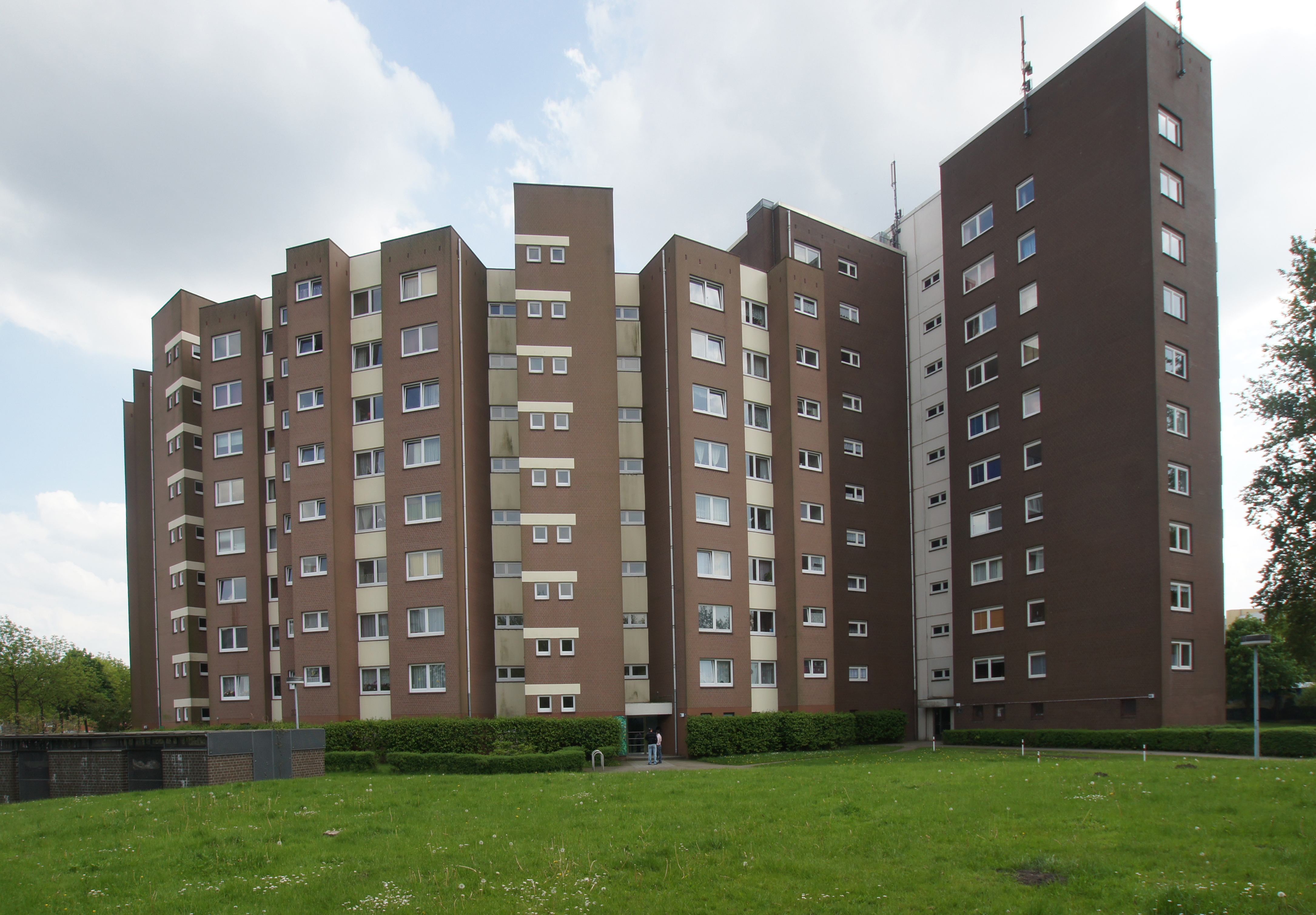
Erich-Ziegel-Ring

## Statistik
(Quelle: )
- Anteil der unter 18-Jährigen: 20,4 % [Hamburger Durchschnitt: 16,8 % (2023)]
- Anteil der Haushalte mit Kindern: 21,7 % [Hamburger Durchschnitt: 17,8 % (2023)]
- Anteil der über 64-Jährigen: 19,4 % [Hamburger Durchschnitt: 17,8 % (2023)]
- Ausländeranteil: 28,8 % [Hamburger Durchschnitt: 20,7 % (2023)]
- Anteil von Leistungsempfängern nach SGB II: 20,8 % [Hamburger Durchschnitt: 10,0 % (2023)]
- Arbeitslosenquote: 10,5 % [Hamburger Durchschnitt: 6,2 % (2023)]

Steilshoop zählt zu den weniger wohlhabenden Hamburger Stadtteilen. Die durchschnittlichen jährlichen Einkünfte pro Steuerpflichtigen betrugen hier im Jahre 2013 etwa 26.798 Euro und sind deutlich niedriger als der Hamburger Durchschnitt (48.035 Euro).

## Politik
Für die Wahl zur Hamburgischen Bürgerschaft gehört Steilshoop zum Wahlkreis Bramfeld – Farmsen-Berne. Die letzten Wahlen führten zu folgenden Ergebnissen im Stadtteil:
| Bürgerschafts- wahl | Steilshoop | Steilshoop | Steilshoop | Steilshoop | Steilshoop | Steilshoop | Steilshoop | Steilshoop      |
| Bürgerschafts- wahl | SPD        | CDU        | AfD        | Linke 1)   | Grüne 2)   | FDP        | Übrige     | Wahlbeteiligung |
| ------------------- | ---------- | ---------- | ---------- | ---------- | ---------- | ---------- | ---------- | --------------- |
| 2025                | 42,2 %     | 17,4 %     | 11,1 %     | 09,8 %     | 08,6 %     | 01,1 %     | 09,8 %     | 50,9 %          |
| 2020                | 51,1 %     | 08,9 %     | 08,4 %     | 09,7 %     | 13,4 %     | 02,4 %     | 06,1 %     | 46,9 %          |
| 2015                | 55,3 %     | 10,9 %     | 08,4 %     | 09,5 %     | 07,0 %     | 04,6 %     | 04,4 %     | 43,5 %          |
| 2011                | 58,6 %     | 15,0 %     | –          | 08,7 %     | 07,8 %     | 03,8 %     | 06,1 %     | 47,3 %          |
| 2008                | 43,6 %     | 34,4 %     | –          | 09,7 %     | 05,6 %     | 03,6 %     | 03,2 %     | 54,7 %          |
| 2004                | 40,2 %     | 39,5 %     | –          | –          | 07,0 %     | 02,3 %     | 11,1 %     | 60,7 %          |
| 2001                | 45,2 %     | 19,3 %     | –          | 00,4 %     | 04,7 %     | 02,9 %     | 27,5 % 3)  | 53,3 %          |
| 1997                | 47,8 %     | 21,7 %     | –          | 00,7 %     | 10,0 %     | 02,1 %     | 17,7 % 4)  | 64,7 %          |
| 1993                | 52,8 %     | 16,3 %     | –          | –          | 10,7 %     | 02,4 %     | 17,8 % 5)  | 67,1 %          |
| 1991                | 61,1 %     | 25,5 %     | –          | –          | 05,3 %     | 03,0 %     | 05,0 %     | 61,7 %          |
| 1987                | 56,4 %     | 33,1 %     | –          | –          | 04,9 %     | 04,1 %     | 01,6 %     | 74,7 %          |

Bei den Wahlen zur Bezirksversammlung gehört der Stadtteil zum Wahlkreis Bramfeld-Süd, Steilshoop. Bei Bundestagswahlen zählt Steilshoop zum Bundestagswahlkreis Hamburg-Wandsbek.

## Öffentliche Einrichtungen
Die Polizei wird in Steilshoop durch das Polizeikommissariat 36 vertreten. Eine Dienststelle des Jobcenter wurde etwas abseits gelegen an der Steilshooper Allee angesiedelt und am Südausgang der Großsiedlung am Alfred-Mahlau-Weg/Gründgensstraße ist das polnische Konsulat beheimatet.

## Infrastruktur

### Gewerbe
Das Steilshooper Gewerbegebiet liegt beiderseits der Steilshooper Allee und wird von den Straßen Ruwoldtweg, Schwarzer Weg und Hermann-Buck-Weg, der Steilshooper Straße sowie dem Appelhoff durchquert.
Nahe der Steilshooper Allee findet sich je eine Filiale von famila und Netto sowie an der Steilshooper Straße die Discountsupermarktketten Lidl, Penny-Markt und Aldi. Der dafür benötigte Platz wurde teilweise durch den Abriss des Gebäudes des ehemaligen Doppelkinos Arsenal sowie der Schließung der Niederlassung von Autohaus Baermann gewonnen. Ein weiteres Autohaus steht zurzeit verwaist, aber im Umkreis haben noch vier Tankstellen geöffnet. Außerdem gibt es im Zentrum der Großsiedlung ein Einkaufszentrum, das City Center Steilshoop zwischen dem Schreyerring und der Gründgensstraße.
Der ansässige Penny-Markt war zu Beginn der 2000er-Jahre Versuchsträger für ein neues Ladenkonzept, so dass dieses bei der Übernahme als „Konzept-Steilshoop“ in einen Großteil der deutschen Penny-Märkte übernommen wurde, ehe das „Steilshoop-Konzept“ wiederum vom Nachfolger „Erkrath-Konzept“ abgelöst wurde (gegen 2010).

### Verkehr
Als Wohngebiet verfügt Steilshoop über keine für den Fernverkehr wichtigen Anbindungen an das Autobahn- oder Bundesstraßennetz.
Steilshoop ist nicht an den Schienenverkehr angebunden. Die nächstgelegenen Schnellbahn-Haltestellen sind Rübenkamp (S1) etwa 1,7 km westlich, Sengelmannstraße (U1) etwa 2,3 km westlich und Habichtstraße (U3) etwa 2 km südlich (jeweils Luftlinie). Eine weitere wichtige Station ist der Bahnhof Barmbek etwa 2,9 km südlich. Steilshoop ist mit Buslinien an die umliegenden Stationen angebunden.
Bereits in den Planungen der 1960er-Jahre war der U-Bahn-Anschluss ein zentrales Element: Die Station sollte südlich der Gründgensstraße gebaut werden und den Zugang zum Einkaufszentrum und zu den Wohnringen bilden. Mit Verweis auf die geplante U-Bahn wurde durch die Stadt Hamburg 1969 kurzfristig entschieden, die Großwohnsiedlung um ein Drittel zu vergrößern – auf eine Kapazität für 24.000 statt 18.000 Menschen. Trotz der damit einhergehenden deutlich erhöhten Verkehrsnachfrage wurde der Anschluss nicht realisiert. Seitdem hat es mehrere Versprechen seitens der Stadt gegeben, für einen Anschluss an das Schienennetz zu sorgen, die von den Einwohnern zunehmend als absurd wahrgenommen wurden.
Für das Ende der 2020er Jahre ist die Inbetriebnahme einer neuen U-Bahn-Linie 5 geplant, die im ersten Abschnitt von Bramfeld über Steilshoop bis zum New-York-Ring in der City Nord gebaut wird. Im Endausbau, der für das Jahr 2040 vorgesehen ist, soll die Strecke über den Hauptbahnhof und die Innenstadt bis zu den Sport- und Veranstaltungsstätten im Altonaer Volkspark im Norden von Bahrenfeld führen.

## Bildung und Kultur

### Schulen und Jugendeinrichtungen
Die 1971 eröffnete Gesamtschule Steilshoop am Gropiusring war eine der ersten Gesamtschulen in Hamburg. 2007 wurde dort wegen zu niedriger Anmeldezahlen die Einrichtung von neuen fünften Klassen beendet. Stattdessen wurde am Borchertring eine neue Gesamtschule, die Schule am See, eröffnet. Sie ging aus der dortigen Grundschule Seeredder hervor. 2007 wurde dort der erste fünfte Jahrgang eingerichtet. 2010 wurde die Gesamtschule Steilshoop endgültig geschlossen. Am 1. August 2010 wurde die Schule am See im Rahmen der Schulreform in Hamburg in eine Stadtteilschule in Langform (d. h. mit Grundschulabteilung) umgewandelt. Gleichzeitig zogen die höheren Jahrgänge der Schule am See vom Borchertring in den Gropiusring. In unmittelbarer Nähe  der alten Gesamtschule wurde am Gropiusring 43 ein Neubau erstellt, in dem seit Sommer 2019 die Schule am See untergebracht ist. Der Standort am Borchertring, der unmittelbar an den Bramfelder See  angrenzt, wurde geschlossen.
Auf dem Gelände der Schule am See ist auch das Haus der Jugend untergebracht.
Mit der Grundschule Appelhoff und der Grundschule Edwin-Scharff-Ring befinden sich noch zwei weitere Grundschulen in Steilshoop.

### Kulturelle Einrichtungen
Auf dem Gelände der Schule am See befindet sich auch eine Bücherhalle und das Kulturzentrum Arbeitsgemeinschaft deutsch-ausländischer Zusammenarbeit (AGDAZ).

## Freizeit
In Steilshoop gibt es den DRK Aktivspielplatz Villa Kunterbunt und ein Haus der Jugend. Im Südosten des Stadtteils können sich auf einem Rückhaltebecken (Appelhoffweiher, der von der Seebek gespeist wird) jugendliche Segelanfänger mit Optimisten in einem Übungsrevier versuchen. Ein Hallenschwimmbad liegt an der Fabriciusstraße in Hamburg-Bramfeld. Rundherum existieren mehrere Kleingartenvereine und Grünflächen.
In Steilshoop sind drei Sportvereine aktiv: Der 1. FC Hellbrook, der THC am Forsthof e. V. und die GFG Steilshoop e. V. Besonders deren Jazz-und-Modern-Dance-Sparte ist über die Grenzen Hamburgs hinaus bekannt und mehrfacher Hamburger und Norddeutscher Meister. Standard- und Latein-Fans sowie Freunde von Salsa u. a. Trend-Danceacts können sich im Tanzwerk Hamburg (bis 2009 Tanzschule Steffensen) betätigen. Zwischen zwei Schnellrestaurants im Gewerbegebiet hat sich ein Fitnessstudio der McFit Fitness GmbH angesiedelt.

## Religiöse und soziale Einrichtungen
Südlich der Gründgensstraße gelegen steht die evangelische Martin-Luther-King-Kirche mit einer sehr ungewöhnlichen Architektur, die ihr sowohl den Spitznamen „Blaue Kachel“ – wegen der mit blauen Kacheln bedeckten Fassade – als auch „Schwimmbad“ einbrachte. Des Weiteren gibt es weiter östlich eine römisch-katholische Pfarrgemeinde, St. Johannis. Ein ehemaliger Dōjō der Juka-Dojo-Kette gegenüber der evangelischen Kirche wurde als solcher inzwischen aufgegeben.
Im Eichenlohweg hat der Malteser Hilfsdienst seinen Hamburger Sitz und betreibt an diesem Standort auch eine Rettungswache.

## Persönlichkeiten
- Nana Abrokwa (* 1968), deutscher Rapper, wuchs in Steilshoop auf[11]